# Balcılar, Taşkent
Balcılar là một thị trấn thuộc huyện Taşkent, tỉnh Konya, Thổ Nhĩ Kỳ. Dân số thời điểm năm 2011 là 2.279 người.